# Stenostiridae
Los estenostíridos (Stenostiridae) son una familia de aves paseriformes pequeñas propuesta como resultado de descubrimientos recientes en sistemática molecular (Beresford et al. 2005). Sus miembros se distribuyen por África, centro de China, región indomalaya y la Wallacea.

## Taxonomía
Este nuevo clado se nombra por su especie tipo, Stenostira scita, que antes se incluía en Muscicapidae. Los géneros Elminia (antes en Monarchinae), Culicicapa (antes en Muscicapidae) y Chelidorhynx (antes en Rhipiduridae) integran también la nueva familia (Beresford et al. 2005, Fuchs et al. 2006 y 2009).
Se reconocen las siguientes géneros y especies:
- Género  Stenostira
  - Stenostira scita  - papamoscas duende;
- Género Elminia
  - Elminia longicauda  - elminia azul;
  - Elminia albicauda  - elminia blanquiazul;
  - Elminia nigromitrata - elminia cabecinegra;
  - Elminia albiventris - elminia ventriblanca;
  - Elminia albonotata - elminia coliblanca;
- Género Chelidorhynx
  - Chelidorhynx hypoxantha - abanico ventrigualdo;
- Género Culicicapa
  - Culicicapa ceylonensis - papamoscas cabecigrís;
  - Culicicapa helianthea - papamoscas citrino.

Es concebible que otras especies africanas o asiáticas puedan terminar incluidas en este nuevo clado. 
El género Myioparus es al parecer de verdaderos Muscicapidae con convergencia en su morfológica hacia Stenostira, sin estar relacionados (Jønsson & Fjeldså 2006).
Los estenostíridos están relacionados con las Paridae y las Remizidae. Estos forman un grupo que aparenta estar más próximo a la superfamilia Sylvioidea que otros Passerida, pero esto no es apoyado robustamente por los datos disponibles y el grupo  podría constituir una superfamilia distinta, más basal (Alström et al. 2006, Beresford et al. 2005, Barker et al. 2004).